# Mtavari Arkhi
Mtavari Arkhi (en géorgien : მთავარი არხი, en français : « chaîne principale ») est un média d'information et une ancienne chaîne de télévision de Géorgie. Fondée le 17 août 2019, la chaîne diffuse jusqu'au 1er mai 2025, lorsqu'elle est obligée de fermer. Mtavari Arkhi reste cependant accessible sur Internet.  

## Historique
Mtavari Arkhi est créée le 17 août 2019 et commence à diffuser sur un canal télévisé le 9 septembre. Parmi ses fondateurs figurent les hommes d'affaires et hommes politiques Nika Gvaramia, Zaza Okouachvili et Guiorgui Rouroua. D'autres journalistes participent aussi, notamment d'anciens employés de Rustavi 2, « purgés » de la chaîne d'État pour leurs positions critiques.
La chaîne devient l'une des plus regardées du pays.
À partir de février 2025, la chaîne connaît des difficultés financières et ses émissions sont suspendues, alors que d'importantes manifestations post-électorales dénoncent le trucage des élections législatives d'octobre 2024. Elles auraient été provoquées délibérément par l'un des propriétaires et fondateurs de la chaîne, Zaza Okouachvili, devenu un soutien du parti pro-russe au pouvoir, Rêve géorgien, afin de supprimer une voix d'opposition influente. 
Le 1er mai 2025, Mtavari Arkhi est obligée de cesser sa diffusion télévisée sous la pression du gouvernement du Rêve géorgien, dans un contexte de répression croissante contre l'opposition politique. La chaîne reste accessible sur Internet.

## Ligne éditoriale
Mtavari Arkhi est un média indépendant, considéré comme proche de l'opposition au Rêve géorgien. Elle vise à « contrebalancer les médias de propagande qui promeuvent le discours prorusse », selon un militant des droits humains. 
Il s'agit selon son directeur général Guiorgui Gabounia du « média critique le plus influent du pays », qui partage ce rôle avec TV Pirveli et le média Formula.